# Nisshin
Nisshin è una città giapponese della prefettura di Aichi.